# نووکیفکا
نووکیفکا (به لاتین: Novokiyevka) یک منطقهٔ مسکونی در روسیه است که در استان آمور واقع شده‌است.